# Des dodes dantz

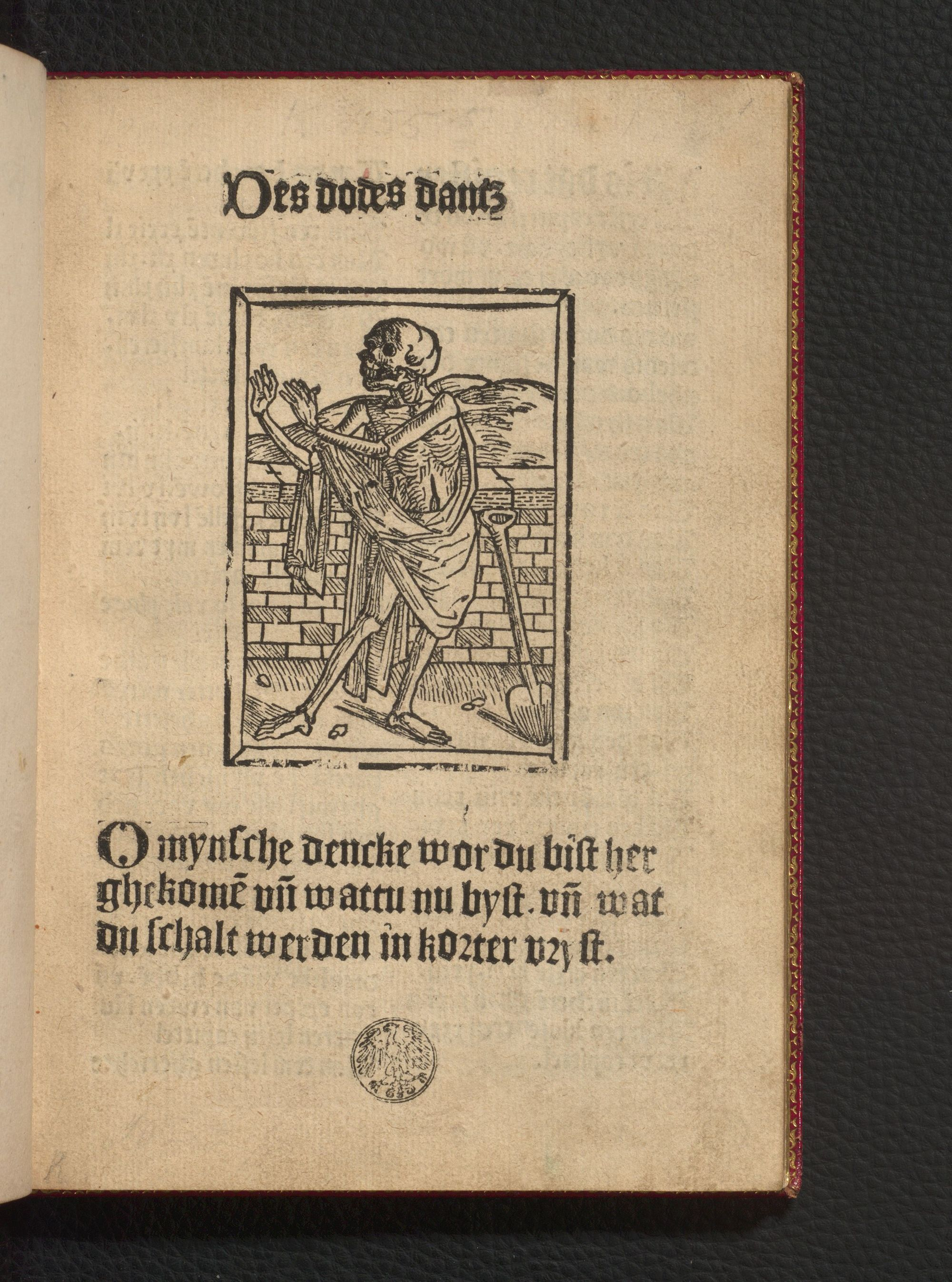
Titelblatt O mynsche dencke wor du bist her ghekomen vnde wattu nu byst. unde wat du schalt werden in korter vryst, Exemplar des Germanischen Nationalmuseums Nürnberg

Des dodes dantz ist eine Inkunabel aus Lübeck von 1489.

## Beschreibung
Der Text besteht im Wesentlichen aus einem Zwiegespräch zwischen dem Tod und 28 verschiedenen Personen. Diese bitten um Gnade und Verschonung vom Sterben und zählen ihre angeblichen Verdienste auf. Der Tod erwidert darauf und benennt positive und negative Seiten der Personen, verweigert aber (meist) die Verschonung.
Der Druck besteht aus 36 Blättern, auf denen jeweils nebeneinander die Rede einer Person und die Entgegnung des Todes darauf abgedruckt sind. In der oberen Mitte gibt es jeweils zwei Holzschnitte, in denen links die Person den Tod ansieht und rechts daneben der Tod zu der Person schaut. Es gibt 26 verschiedene Darstellungen von Menschen (mit zwei Doppelungen) sowie acht Darstellungen des Todes in vier Motiven: mit Sense, Spaten, Schwert und auf einem Löwen reitend. Der Textumfang bei den einzelnen Figuren schwankt zwischen 18 und 32 Versen, im Schnitt sind es 24 pro Strophe.
Der Text ist in Reimen in mittelniederdeutscher Sprache verfasst.
Das Zwiegespräch ist eingerahmt zu Anfang mit vier in die Todesthematik einleitenden Kapiteln; den Abschluss bilden acht Kapitel, in denen der Tod über Tod und Sterben reflektiert.

## Werkgeschichte

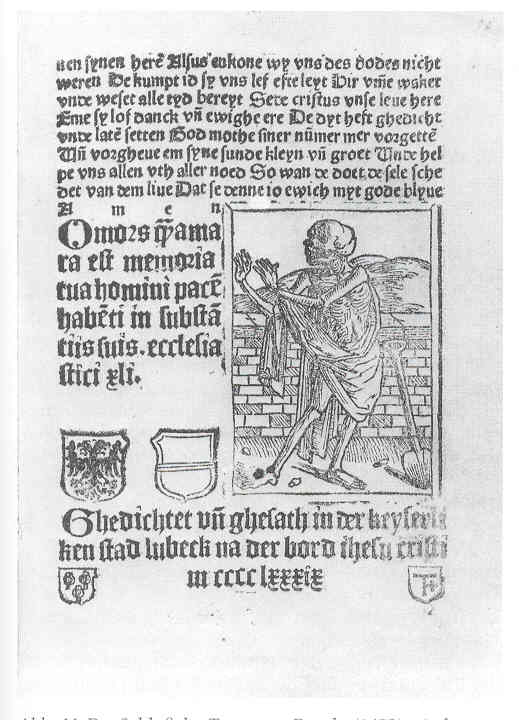
Des dodes dantz (Totentanz): Explicit der Inkunabel, gedruckt von Hans van Ghetelen 1489 mit seinen Druckermarken: Reichswappen, Stadtwappen, „Mohnköpfe“-Wappen und der sog. T-Marke

Der Text wurde erstmals 1489 als Des dodes dantz in Lübeck gedruckt, in der durch die Druckermarke identifizierbaren Mohnkopf-Offizin von Hans van Ghetelen. Zumindest einige der Holzschnitte stammen wahrscheinlich vom namentlich unbekannten Meister der Lübecker Bibel. Der Text ist fortlaufend gedruckt, ohne Berücksichtigung der Reimstrophen.
Er lehnt sich an den mittelniederdeutschen Text unter den Malereien des Totentanzes in der Lübecker Marienkirche von 1463 an, ist aber mit 1689 Versen etwa viermal so lang und damit der längste bekannte deutschsprachige Totentanz-Text überhaupt. Außerdem wurden weitere zeitgenössische Texte der Devotio moderna wie der Dyaloghus vite et mortis. Zwiegespräch zwischen Leben und Tod als Vorlage genutzt.
1496 erschien ein textidentischer Nachdruck als Dodendantz, diesmal aber in graphisch strukturierten Reimen. 1520 erschien eine stark gekürzte Fassung, ebenfalls als Dodendantz bezeichnet.
1876 gab Hermann Baethcke eine orthographisch modernisierte Fassung als Des Dodes Danz heraus. In der neueren wissenschaftlichen Literatur wird der Text manchmal auch als Speygel des dodes [Spiegel des Todes] bezeichnet.

## Überlieferung
Die Inkunabel ist lediglich in zwei bekannten Exemplaren überliefert. Sie befinden sich im Germanischen Nationalmuseum in Nürnberg und in der Stadt- und Stiftsbibliothek in Linköping. Beide sind nicht ganz vollständig.

### Digitalisate
- Nürnberg, Germanisches Nationalmuseum, Inc. 8o 28260 Digitalisat
- Linköping, Stadtbibliothek, Digitalisat

### Monographien
- Hermann Baethcke: Der Lübecker Todtentanz. Ein Versuch zur Herstellung des alten niederdeutschen Textes. Berlin: Calvary 1873 (Digitalisat)
- Brigitte Schulte: Die deutschsprachigen spätmittelalterlichen Totentänze. Unter besonderer Berücksichtigung der Inkunabel ›Des dodes dantz‹. Lübeck 1489. (= Niederdeutsche Studien 36) Köln/Wien: Böhlau 1990, zugl. Diss. Münster 1987, ISBN 3-412-07089-0 (Digitalisat)
- Irmgard Jaeger: „Speygel des Dodes“: der spätmittelalterliche Totentanz von Lübeck (1489). Erlangen: Palm und Enke 1989, zugl.: Aachen, Techn. Hochsch., Diss., 1989, ISBN 978-3-7896-0181-1

### Lexikonartikel
- Gisela Fischer-Heetfeld: Ars moriendi/Memento mori. Totentanz. Druck Nr. 9.2.a. In: Katalog der deutschsprachigen illustrierten Handschriften des Mittelalters (KdiH). Band 1. München 1991. Text
- Hellmut Rosenfeld: ›Lübecker Totentänze‹. In: Verfasserlexikon des Mittelalters. 2. Auflage. 1985. Sp. 935–938